# Inmersión (película)
Inmersión es una película de suspenso chileno-mexicana de 2021 dirigida por Nicolás Postiglione y protagonizada por Alfredo Castro. La película trata sobre un viaje familiar en barco que da un giro inesperado. La película tuvo su estreno mundial en el Festival Internacional de Cine de Guadalajara 2021.

## Trama
Mientras navegan, Ricardo y sus dos hijas se topan con un grupo de pescadores cuya embarcación está a punto de hundirse. Sin embargo, Ricardo sospecha de los pescadores y se rehúsa a ayudarlos, aun cuando sus hijas le insisten para que lo haga.

## Elenco
- Alfredo Castro como Ricardo
- Consuelo Carreño como Teresita
- Michael Silva como Walter
- Mariela Mignot como Claudia
- Alex Quevedo como Conrrado

## Lanzamiento
La película tuvo su estreno mundial en el Festival Internacional de Cine de Guadalajara 2021, donde ganó mejor ópera prima, mejor director y mejor fotografía.